# 磐窟渓
磐窟渓（いわやけい、いわやだに）は、岡山県高梁市にある景勝地。国の名勝に指定されている（昭和6年指定）。
一帯は吉備高原と呼ばれる隆起準平原の台地で、この磐窟渓は成羽川の支流、布瀬川が長い歳月をかけて石灰岩やチャートなどの古生代の地層からなる台地を浸食して形成された。深さ100メートルの谷壁は急峻で、至る所に岩壁が屹立しており、勇壮な景観を誇る。植生も豊富で、暖地性、湿地性、亜寒帯性のほか、石灰岩地特有の植物も多く見られる。
また、この磐窟渓の谷壁中腹にはダイヤモンドケーブとも呼ばれる鍾乳洞の磐窟洞があり、日本でも珍しい閉塞型断層鍾乳洞である。